# Hispanitat
| La bandera simbolitza les tres caravel·les que portaren Cristòfor Colom a Amèrica.                       | |
| | |
| Blau fosc: Llengua oficial o cooficial \| Blau pàl·lid: Minoria castellanoparlant, sense estatus oficial | |
| Membres                                                                                                  | |
| Europa - Espanya Àsia i Oceania - Filipines Àfrica - Guinea Equatorial - Sàhara Occidental               | Amèrica - Argentina - Bolívia - Xile - Colòmbia - Costa Rica - Cuba - República Dominicana - Equador - El Salvador - Guatemala - Hondures - Mèxic - Nicaragua - Panamà - Paraguai - Perú - Puerto Rico - Uruguai - Veneçuela |

La Hispanitat (en castellà, Hispanidad) és la comunitat formada per tots els pobles i nacions que comparteixen la cultura i la llengua espanyola. Les nacions que s'hi inclouen són castellanoparlants, excepte les Filipines, i poden ésser classificades en quatre grans àrees geogràfiques: Espanya, Hispanoamèrica, Hispanoàfrica i, finalment, l'Hispanopacífic s'hi pot incloure també. El seu dia gran és el Dia de la Hispanitat, que coincideix amb el dia de la celebració de la seva Patrona, la Mare de Déu del Pilar.

## Compareu amb
- Francofonia o francophonie
- Anglofonia o anglosphere